# Sfinți și soldați
Sfinți și soldați (în engleză Saints and Soldiers) este un film american dramatic de război regizat de Ryan Little după un scenariu de Geoffrey Panos și Matt Whitaker. În rolurile principale au interpretat actorii Corbin Allred, Alexander Niver, Lawrence Bagby și Peter Asle Holden ca cei patru soldați americani care încearcă să-l readucă pe un soldat britanic (interpretat de Kirby Heyborne) cu informații vitale, la pozițiile Aliaților. Evenimentele au avut loc după Masacrul de la Malmedy în timpul Bătăliei de la Bulge. Titlul original al filmului a fost Sfinți și război (Saints and War).
Filmul a avut două continuări Sfinți și soldați: Misiunea Berlin (2012) și Sfinți și soldați: Bătălia finală (2014).
A fost produs de studiourile Go Films și Medal of Honor Productions LLC și a avut premiera la 6 august 2004, fiind distribuit de Excel Entertainment Group. Coloana sonoră a fost compusă de Jason Bateman și Bart Hendrickson. 
Cheltuielile de producție s-au ridicat la 780.000 $ și a avut încasări de 1,3 milioane $.

## Rezumat
În timpul Bătăliei de la Bulge din 1944, germanii deschid focul asupra prizonierilor lor de război americani, în ceea ce este cunoscut sub numele de masacrul de la Malmedy, ucigând multe trupe în timp ce acestea încearcau să fugă. Medicul Steven Gould (Alexander Niver) reușește să scape împreună cu caporalul Nathan „Deacon” Greer (Corbin Allred). Lui Gould și Deacon li se alătură alți doi supraviețuitori, Shirl Kendrick (Larry Bagby), un membru al diviziei lui Gould, și prietenul apropiat al lui Deacon, sergentul Gordon Gunderson (Peter Asle Holden). Cei patru dau peste pilotul RAF, sergentul aviator Oberon Winley (Kirby Heyborne). Winley explică că are o informație importantă pe care trebuie s-o livreze Aliaților, iar grupul decide că trebuie să încerce să ajungă la liniile Aliaților, situate la aproximativ 32 km distanță. Grupul luptă împotriva trupelor germane, a unei furtuni de iarnă și a unui conflict personal al lui Deacon pentru a-l duce pe Winley înapoi pe teritoriul Aliaților.

## Distribuție
- Corbin Allred - Caporalul Nathan „Diaconul” Greer
- Alexander Niver - Soldatul Steven Gould
- Kirby Heyborne - sergentul aviator Oberon Winley
- Larry Bagby - Soldatul Shirley „Shirl” Kendrick
- Peter Asle Holden - sergent de stat major Gordon „Gundy” Gunderson
- Ethan Vincent - Rudolph Gertz
- Melinda Renee - Catherine Theary – femeie belgiană
- Ruby Chase O'Neil - Sophie Theary – fiica lui Catherine
- Lincoln Hoppe - soldat german

## Producție și primire
După ce a efectuat cercetări despre al Doilea Război Mondial și Bătălia de la Bulge, Ryan Little a început să filmeze în ianuarie 2003 în Utah. Filmările au durat 30 de zile. Little și Abel au reușit să economisească bani pe producție prin recrutarea unui grup de recreatori al celui de-Al Doilea Război Mondial care și-au oferit voluntar serviciile, costumele și recuzita. Excel Entertainment a lansat filmul la festivaluri pentru a-i face publicitate înainte de a fi lansat către publicul larg. Filmul a câștigat numeroase premii pentru cel mai bun film de la peste 15 festivaluri de film.
Recepția critică a fost în general pozitivă, cu laude față de mesaj, poveste, interpretare (în special ale lui Allred și Niver), valorile producției și secvențele de acțiune. Deși scenariul, ritmul și legăturile cu mormonismul au fost criticate de unii recenzori, câțiva cercetători de film au susținut că, în ciuda temelor legate de mormoni, filmul atrage un public larg. Filmul a avut două continuări: Sfinți și soldați: Misiunea Berlin (2012) și Sfinți și soldați: Bătălia finală (2014).